# エクソン

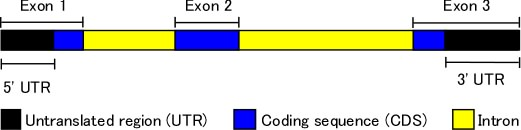
mRNA 前駆体の構造

エクソン（英: exon、エキソンと表記される場合もある）または構造配列（こうぞうはいれつ）は、デオキシリボ核酸（DNA）またはリボ核酸（RNA）の塩基配列中で成熟mRNA に残る部分を指す。
一般に真核生物では、DNA から転写されたmRNA前駆体はスプライシング反応によって長さが縮小される。スプライシングで残る部位がエクソンと呼ばれ、除去される部位がイントロンと呼ばれる。エクソンはタンパク質に翻訳されるコーディング領域（CDS）と、翻訳されない非翻訳領域（UTR）で構成される。UTR はコーディング領域を挟んで存在し、開始コドンより上流を 5' UTR、終止コドンより下流を 3' UTR と呼ぶ。
またタンパク質をコードしない転移RNA もスプライシングを受けてRNA が成熟するためエクソンが存在する。
エクソンの組み合わせの変化によって新たな遺伝子が作られることが、生物の進化に重要な役割を担っているという学説があり「エクソンシャッフリング仮説」と呼ばれる。これはタンパク質の機能単位である「モジュール」がエクソンと対応していることが多いことを根拠としている。